# Julius Wilhelm van Verschoor
Jan Wilhelmsz. Verschoor (Zevenbergen, 1573 - Delft, 1639) fue un navegante neerlandés considerado pirata por los españoles, que participó en una expedición contra las posesiones en las costas del Pacífico de América del Sur del Virreinato del Perú y que regresó haciendo la travesía del océano Pacífico y completando así una circunnavegación del mundo (la tercera circunnavegación neerlandesa —tras la de Olivier van Noort (1598-1601) y la de Joris van Spilbergen (1614-17)— y la octava de todas las naciones).

## Biografía
Nació en 1573 en la ciudad de Zevenbergen, en las Provincias Unidas de los Países Bajos y murió ahí en 1639. 
Los Países Bajos, bajo un régimen liberal, habían desarrollado una potente armada e importantes recursos, además de marinos de gran experiencia. El príncipe Mauricio de Nassau extendió la guerra con el imperio Español a las colonias españolas en América y Oceanía pensando que la pérdida de importantes colonias causaría la ruina de España en la guerra. Así, el príncipe Mauricio de Nassau y los Estados Generales de los Países Bajos planearon al tiempo dos grandes campañas comerciales con objetivos secretos; una contra el virreinato del Perú, que partió en abril de 1623, a cargo del almirante Jacques L'Hermite; y una segunda contra Brasil, que partió en diciembre de ese mismo año, con entre 26-36 barcos y 3.300 marineros a bordo, al mando del almirante Jacob Willekens y que llevó a cabo la conquista de San Salvador de Bahia.
En abril de 1623, partió L'Hermite al frente de una flota de once barcos, conocida como la «flota de Nassau» (Nassausche vloot), con 1.039 tripulantes y 600 soldados, yendo al frente de la nave insignia Amsterdam. Iba como segundo al mando el vicealmirante Gheen Huygen Schapenham, al mando del Delft y el ya el contralmirante Julius Wilhelm Van Verschoor comandaba otro de los barcos. 
La flota zarpó desde Ámsterdam en un viaje de circunnavegación hacia el oeste, a la costa occidental de América del Sur, con el objetivo de capturar los buques españoles que salían del Perú transportando plata y establecer una colonia neerlandesa en el Virreinato del Perú (hoy Perú y Chile).
La expedición partió de Gorea el 29 de abril de 1623, pero debido a numerables accidentes en el océano Atlántico solo llegaron al estrecho de Le Maire el 2 de enero del año siguiente. Aunque al mando del almirante L'Hermite, la flota de facto fue dirigida por Schapenham y por van Verschoor, después de que L'Hermite, como la mayoría de su tripulación, sufriera de disentería, durante el viaje. Los neerlandeses se mantuvieron en las tierras del estrecho durante un mes completo debido a que los vientos contrarios no les permitían avanzar, y se dedicaron a explorar aquellas costas de Tierra del Fuego, levantar cartas hidrográficas (cartografiaron las islas Hermite.) y recabar noticias sobre los nativos y sus costumbres. El 2 de febrero entraron finalmente en el estrecho de Le Maire, y, la flota fue dispersada por los fuertes vientos. Verschoor descubrió entonces la bahía Nassau, entre las islas Navarino, Hoste y las Wollaston. 
A principios de marzo cuando los vientos se hicieron favorables la armada avanzó hacia el archipiélago Juan Fernández al que arribaron el 4 de abril desde donde se proponían como fin último invadir el puerto del Callao. Por su parte en el Virreinato del Perú habían comenzado a correr rumores de los barcos neerlandesas desde 1623, así como el rumor específico en Santiago de que 15 barcos recorrían la costa con banderas negras con muchas precauciones para ocultar su rumbo.
Debido a esto cuando los neerlandeses estuvieron frente al puerto del Callao el 9 de mayo de 1624, el puerto se hallaba fortificado y preparado. Atacaron el puerto del Callao el 12 de mayo, quemando 30 barcos mercantes en el puerto. No pudiendo realizar exitosas incursiones en tierra, L'Hermite se contentó con bloquear el puerto y enviar el resto de su armada a capturar todos los barcos que se encontrasen en las cercanías del Callao. El 23 de mayo, Verschoor fue enviado a atacar Guayaquil, que corrió peor suerte pues fue parcialmente destruida, aunque su ataque fue repelido, y luego Pisco (ciudad).
El bloqueo se prolongó y el almirante L'Hermite murió el 2 de junio de 1624, después de sufrir de disentería y el escorbuto durante meses. Fue enterrado en la isla San Lorenzo, frente a las costas del Callao, que había sido capturada por los neerlandeses.
Tras su muerte Schapenham tomó el mando y se hizo cargo de la dirección del bloqueo y de la escuadra manteniendo el bloqueo sobre el Callao durante 3 meses más hasta el 9 de septiembre cuando viendo que la empresa se hacía imposible, puso rumbo hacia Nueva España donde esperaba hacer presas de valor y continuar con la expedición. Cuando la flota llegó a las costas de la Nueva España, atacaron Acapulco y pasaron frente a Manzanillo que finalmente no atacaron.
Después emprendieron la travesía del Pacífico, hacia las islas Ladrones (islas Marianas), y luego hacia Batavia (hoy Yakarta). La flota sobreviviente llegó de regreso a Texel el 9 de julio de 1626, completando la tercera circunnavegación neerlandesa —tras la  de Olivier van Noort, 1598-1601) y la de Joris van Spilbergen (1614-17)— y la octava de todas las naciones.